# 姚逵
姚逵（？—415年），五胡十六国后秦的君主姚兴的儿子。
402年，后秦天王姚兴册立昭仪张氏为皇后，封儿子姚逵为公。415年，夏王赫连勃勃进攻后秦杏城，攻克，抓获了守将姚逵，把敌军的二万士卒全部活埋。姚兴前往北地郡，派遣广平公姚弼以及辅国将军敛曼嵬率军向新平进发，姚兴回长安。